# Ostrov
Pour les articles homonymes, voir Ostrov (homonymie).
Ostrov (en russe : Остров) est une ville de l'oblast de Pskov, en Russie, et le centre administratif du raïon Ostrovski. Sa population s'élevait à 20 482 habitants en 2019.

## Géographie
Ostrov est arrosée par la rivière Velikaïa et se trouve à 30 km de la frontière lettone, à 52 km au sud de Pskov, à 310 km au sud-sud-ouest de Saint-Pétersbourg et à 596 km à l'ouest-nord-ouest de Moscou.

## Histoire
Ostrov est d'abord une forteresse fondée en 1342. C'est un important avant-poste militaire aux XVe et XVIe siècles. Catherine la Grande lui accorde le statut de ville en 1777. Ostrov possède une cathédrale néoclassique construite en 1790 et une église pskovienne typique datant de 1543. Un pont suspendu a été ouvert en 1853.
Ostrov a aussi été une base aérienne importante pendant la guerre froide.

## Population
Recensements (*) ou estimations de la population
| 1897* | 1926* | 1939*  | 1959*  | 1970*  | 1979*  | 1989*  |
| ----- | ----- | ------ | ------ | ------ | ------ | ------ |
| 6 268 | 7 571 | 12 849 | 17 646 | 22 369 | 26 533 | 29 060 |

| 2002*  | 2010*  | 2013   | 2014   | 2015   | 2016   | 2019   |
| ------ | ------ | ------ | ------ | ------ | ------ | ------ |
| 25 078 | 21 688 | 20 423 | 20 629 | 20 773 | 20 711 | 20 482 |